# Austríacs
Els Austríacs (en alemany, Österreicher) són els ciutadans d'Àustria. Segons la constitució austríaca, el substantiu designa a tots els ciutadans d'Àustria, i només ells, independentment dels seus orígens, llengües i identitats. Però també, segons la definició etnocultural, de pertinença lingüística, històrica i cultural, no s'inclou a les minories no germanòfones a Àustria com els eslovens de Caríntia i es podria incloure als austríacs amb altres pobles germànics i/o de parla alemanya.
Històricament, els austríacs eren considerats alemanys i es consideraven a ells mateixos com a tals. Les terres austríaques (inclosa Bohèmia) formaven part del Sacre Imperi Romanogermànic i de la Confederació Germànica fins a la Guerra Austroprussiana el 1866, que va provocar que Prússia expulsés l'Imperi Austríac de la Confederació. Així, quan Alemanya es va fundar com a estat nació el 1871, Àustria no en formava part. El 1867, Àustria va ser reformada en l'Imperi Austrohongarès. Després de l'esfondrament de l'Imperi Austrohongarès el 1918 al final de la Primera Guerra Mundial, Àustria es va reduir a un territori molt menor i va adoptar i va fer servir breument el nom de República de l'Àustria Alemanya (en alemany, Republik Deuschösterreich) en un intent d'unió amb Alemanya, quelcom que va ser prohibit a causa del Tractat de Saint-Germain-en-Laye. La Primera República Austríaca es va fundar el 1919. L'Alemanya nazi es va annexionar Àustria amb l'Anschluss el 1938.
Després de la derrota de l'Alemanya nazi i la fi de la Segona Guerra Mundial a Europa, tant la ideologia política del pangermanisme com la unió amb Alemanya s'han associat amb el nazisme, donant com a resultat que els austríacs desenvolupin la seva pròpia identitat nacional separada i diversa de l'alemanya. Avui dia, la gran majoria dels austríacs no s'identifiquen com a alemanys.

## Llengua
Els austríacs han parlat històricament la llengua alemanya. L'única llengua oficial a nivell federal d'Àustria és l'alemany, i l'estàndard utilitzat s'anomena alemany austríac. Degut a això i a l'existència d'un estàndard també diferent al d'Alemanya a altres països com Suïssa, l'alemany es considera una llengua pluricèntrica. Pel que fa a la llengua nativa, generalment no s'utilitza l'alemany austríac, sinó els dialectes locals de la família austrobavaresa i alamànica. Es considera que els dialectes austrobavaresos pertanyen als subgrups austrobavarès central o austrobavarès meridional, on el segon subgrup inclou les llengües del Tirol, Caríntia i Estiria i el primer inclou els dialectes de Viena, Burgenland, Alta Àustria, i Baixa Àustria. Tanmateix, la gran majoria dels austríacs són capaços de parlar l'alemany estàndard austríac a més del seu dialecte nadiu, ja que avui en dia s'ensenya a totes les escoles.
Les llengües minoritàries com l'eslovè, el croat i l'hongarès són parlades i reconegudes oficialment per alguns estats d'Àustria.

## Naturalització
Com la major part de l'Europa central, Àustria ha tingut uns nivells elevats d'immigració des de la dècada dels 1970. Com a Alemanya, el grup d'immigrants més gran són els turcs. S'estima que un total de 350.000 turcs ètnics vivien a Àustria el 2010, representant el 3% de la població austríaca.
La taxa de naturalització ha augmentat després de 1995, des de les dates que els turcs a Àustria podrien conservar la seva nacionalitat a Turquia després de la naturalització a Àustria (doble nacionalitat). Després de 2007, la taxa de naturalitzacions ha disminuït a causa d'una llei de nacionalitat més estricta. Durant la dècada dels 2000, un nombre mitjà de 27.127 estrangers anuals es van naturalitzar com a ciutadans austríacs, en comparació amb una mitjana de 67.688 nens per any nascuts amb nacionalitat austríaca.
Avui en dia, el grup d'estrangers més gran són els alemanys. Al gener del 2018 186.891 alemanys vivien a Àustria.